# 佳士工人声援团
佳士工人声援团是佳士工潮中成立的由学生领导的工运组织，曾于2018年7月至8月在中国广东惠州市参与抗议焊接机械制造商佳士科技旗下的一家工厂的劳动条件。在该事件中，学生和心怀不满的工人寻求合法地组建工会。尽管工会的组建申请在初期获中华全国总工会（全总）同意，但全总后来又表示反对，并将工会指作非法。全总的反对构成了镇压佳士工会成员及其学生盟友的合法理由，多位声援团成员在工潮中被当局拘捕，部分成员甚至被长期失踪。声援团的主要参与者包括北京大学等校的左翼学生，被认为持毛主义、女权主义、和社会主义立场。

## 历史
2018年1月，旨在谴责性侵犯与性骚扰行为的MeToo运动流传到中国校园。前北京大学教授沈阳被实名指控在1998年性侵一名学生，并导致后者自杀身亡。校方被指责在该事件中处置不力。在该校就读本科的岳昕申请校方公开此事件的详情，但受到打压。
2018年9月，广东惠州佳士工厂的工人试图组建工会，抗议恶劣的劳动条件和工资过低。工人抗议的消息在中国社交媒体上传播开来，后有约四十名学生前往惠州参与抗议并声援工人。该组织的成员将自己描述为马克思主义者和毛主义者。 

## 主要成员
- 岳昕：北京大学學生，曾参与#Metoo运动
- 张圣业：北京大学毕业生
- 陈可欣：中国人民大学学生
- 张云帆：北京大学毕业生，马克思主义、毛主义活动家
- 刘鹏华：四名试图组建工会的佳士员工之一 [18]
- 李展：支持工会的前佳士员工[19]
- 米久平：“工人诗人”，佳士工会组织者之一 [20]
- 余浚聪：支持组建工会的佳士员工，撰写了给佳士科技的首封公开信[21]

## 影响
康奈尔大学因中国人民大学打击学生活动人士人布终止与其合作。
大赦國際（Amnesty International）发表声明，谴责镇压罢工工人和拘留学生活动人士。 